# Nerang-Nationalpark
Der Nerang-Nationalpark (engl.: Nerang National Park) ist ein Nationalpark im Südosten des australischen Bundesstaates Queensland. Er liegt 70 Kilometer südlich von Brisbane und zwölf Kilometer nordwestlich von Surfers Paradise am nordwestlichen Stadtrand von Nerang.
Der Nationalpark ist für seine Vielfalt an Vögeln, Wanderwegen und Ausblicken bekannt. Dadurch ist er bei Mountainbike-Fahrern, Wanderern und Vogelbeobachtern beliebt.

## Landesnatur
Das Gelände des Parks ist hügelig und liegt etwa 100 Meter über dem Meeresspiegel, acht Kilometer von der Küste entfernt. Der Coombabah Creek und der Saltwater Creek durchfließen den Park. Die Böden sind lehm- und kalkhaltig.
In der Nachbarschaft liegen die Nationalparks Southern Moreton Bay Islands, Tamborine, Sarabah und Burleigh Head.

## Flora und Fauna
Der Park besteht aus lichtem Wald mit verschiedenen Eukalyptusarten und etwas Monsunwald in den Tälern.
In diesem Wald lebt eine Fülle von einheimischen und eingeschleppten Tieren.

## Erholung
Der Nerang-Nationalpark wird für alle möglichen Arten von Sport genutzt, wie zum Beispiel Reiten und Mountainbike-Fahren. 2009 wurden hier die Mountainbike-Weltmeisterschaften für die unter 15-Jährigen abgehalten. Im Park gibt es viele Wege für die Feuerwehr und sonstige Waldwege, die man zum Reiten, Fahrradfahren und Wandern nutzen kann. Es gibt auch zwei angelegte Wanderwege, den Casuarina Grove Circuit (2,7 Kilometer plus 800 Meter Schleife) und den Three Hills Track (2 Kilometer).